# Kashkazi
 (juillet 2018).
Si vous disposez d'ouvrages ou d'articles de référence ou si vous connaissez des sites web de qualité traitant du thème abordé ici, merci de compléter l'article en donnant les références utiles à sa vérifiabilité et en les liant à la section « Notes et références ».
Kashkazi est un journal hebdomadaire puis mensuel de l'archipel des Comores publié de 2005 à 2008. Fondé à Moroni par trois journalistes, le journal avait pour objectif de couvrir l'ensemble de l'archipel. Le kashkazi est le nom d'un vent, lié à la mousson.